# Louis-Alexandre de La Rochefoucauld

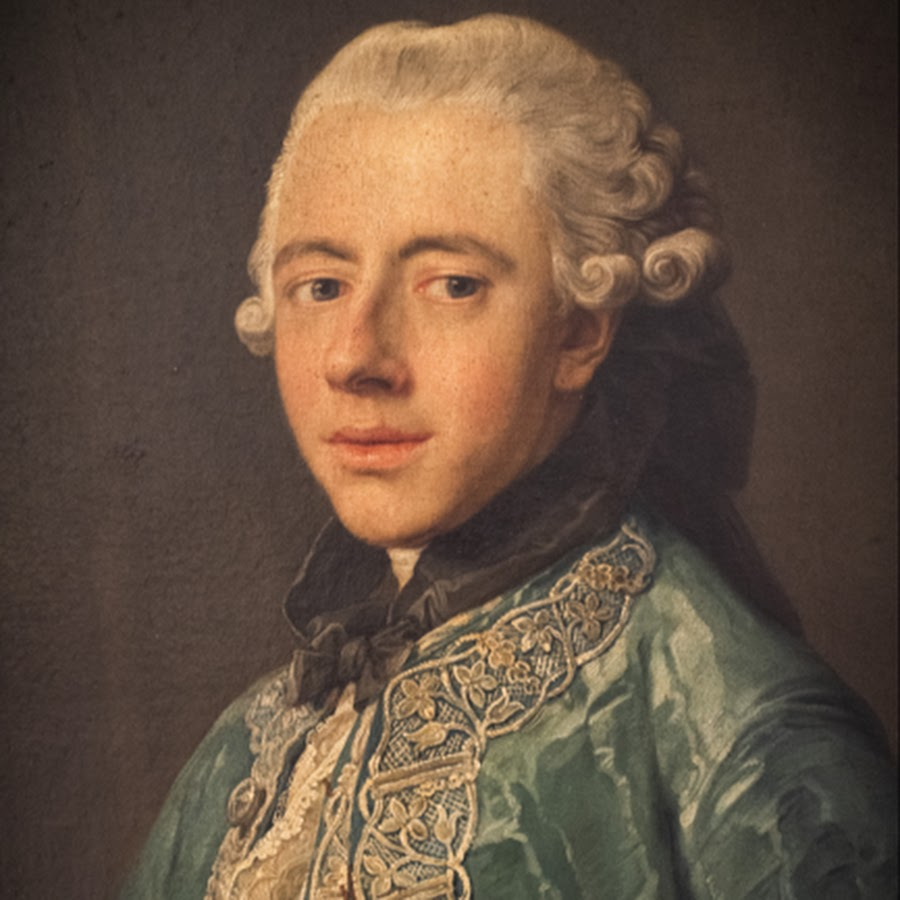
Porträt des Duc d'Anville

Louis-Alexandre de La Rochefoucauld, Duc d'Enville (oder ältere Schreibweise, d'Anville), dann 6. Herzog von La Rochefoucauld, (* 4. Juli 1743 in Paris; † 4. September 1792 in Gisors (Normandie)) war ein Aristokrat und Politiker im Frankreich des 18. Jahrhunderts. Als Hochadeliger des Ancien Régime spielte er eine gewisse Rolle in der Politik, bis er dem Septembermassaker zum Opfer fiel.

## Biographie

### Herkunft und Familie
Louis-Alexandre de La Rochefoucauld stammt aus dem Haus La Rochefoucauld, einem der ältesten und angesehensten Häuser des französischen Adels. Die Familie lässt sich bis zu den „Seigneurs de La Rochefoucauld“ im Département Charente des 10. und 11. Jahrhunderts zurückverfolgen.
Er war der Sohn von Jean-Baptiste de La Rochefoucauld de Roye und von Marie Louise Nicole de La Rochefoucauld. Im Jahre 1762 heiratete er Louise-Pauline de Gand de Mérode (die Ehe blieb kinderlos). Im gleichen Jahr erbte er von seinem Großvater Alexandre de La Rochefoucauld (* 29. September 1690; † 1762) den Titel „Duc de la Rochefoucauld“.
Im Jahre 1780 heiratete er ein zweites Mal, diesmal seine Nichte, Alexandrine Charlotte de Rohan-Chabot. Auch diese Ehe blieb ohne Nachkommen.

### Karriere
Er war in Frankreich einer der größten Befürworter der amerikanischen Unabhängigkeit und der Übersetzer für Benjamin Franklins Werk Constitutions des Treize États-Unis de L'Amérique (Verfassung der dreizehn Vereinigten Staaten von Amerika), das dieser 1778 in Paris veröffentlichte. De La Rochefoucauld war auch sehr interessiert an den Naturwissenschaften und ein leidenschaftlicher Reisender, der England, Schweden, Deutschland, die Schweiz, Italien und Savoyen besucht hatte. Er war ein Freund von Desmarest, Dolomieu, Saussure, Turgot, Condorcet, Präsident der „Société royale de médecine“ (Königlich medizinischen Gesellschaft), und der „Académie royale des sciences“ (Königliche Akademie der Wissenschaften).
Er war 1789 Deputierter der Generalstände und gehörte hier zur Gruppe der 47 Adeligen und zur Gesellschaft der Dreißig, die sich am 25. Juni 1789 dem Dritten Stand anschlossen. Hier fühlte sich der liberale Adelige jedoch recht bald von den herrschenden Zuständen abgestoßen. Er hielt sich immer noch Mitte links der Konstituierenden Versammlung, wo er viele Freunde hatte und versuchte, der Monarchie Zeit zu verschaffen. Nachdem dieses Organ seine Arbeit getan und sich aufgelöst hatte, wurde er Mitglied des Departement-Direktoriums. Nach dem Sturm auf die Tuilerien am 10. August 1792, trat er von seinem Posten zurück und verließ die Hauptstadt, um dem allgemeinen Volkszorn zu entgehen.

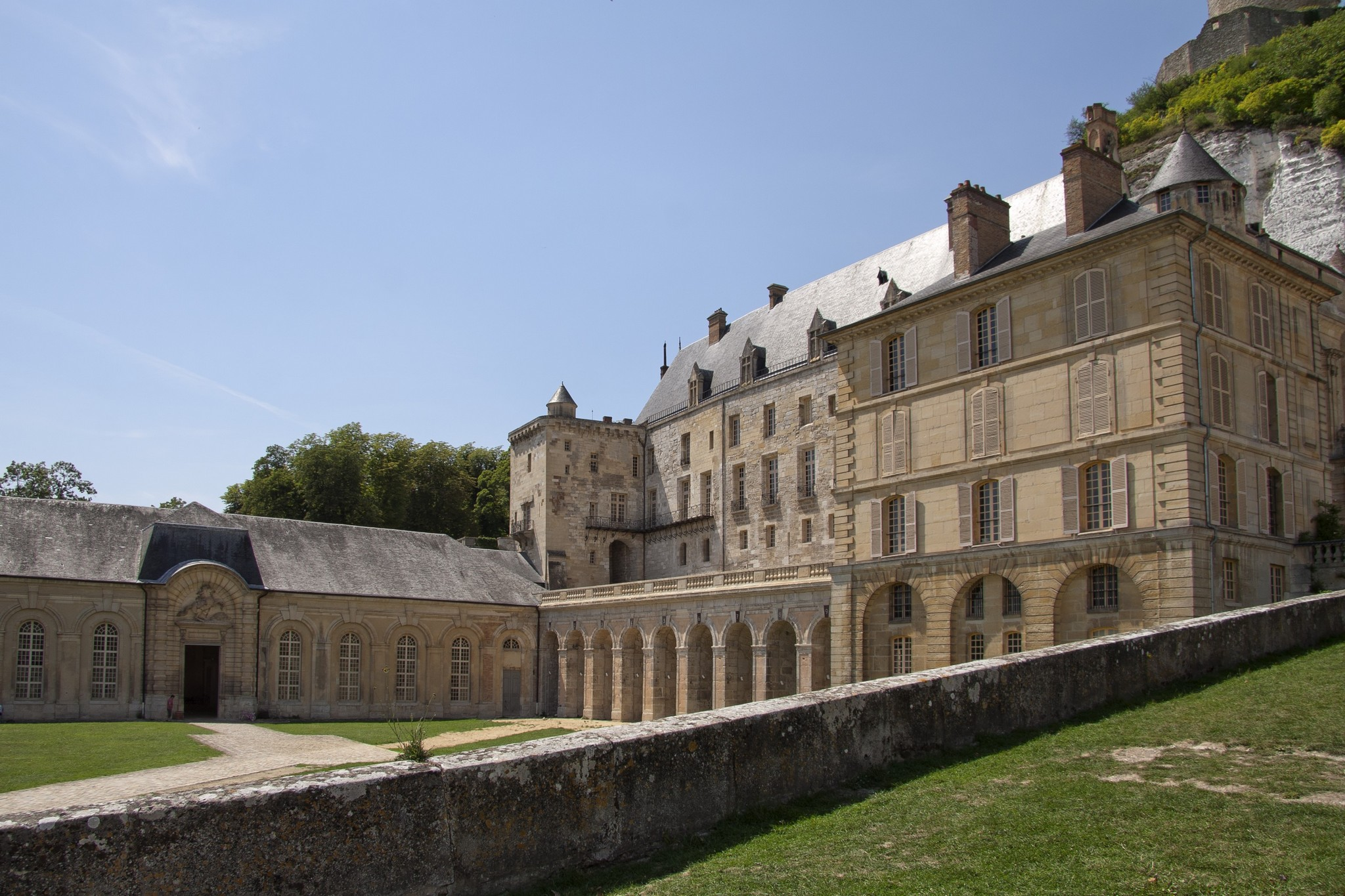
Das Château de la Roche-Guyon

In Gisors wurde er festgenommen, als er versuchte, zusammen mit seiner Frau und seiner Mutter in sein Schloss La Roche-Guyon zu gelangen.
Am 4. September 1792 wurde er durch die „Volontaires de la Sarthe et de l’Orne“ (ein revolutionärer Milizverband) getötet. Es geschah dies im Zuge der Jagd auf die Adeligen (Chasse aux aristocrates) die als Folge des alliierten Vormarsches in Frankreich und der Wegnahme der Festung Verdun stattfand. Vergeblich bemühten sich Bürger der Gemeinde und sein Nachbar Déodat Gratet de Dolomieu um seine Rettung.
Sein Nachfolger in der Reihe der Herzöge von Rochefoucauld wurde sein Cousin (ihre Mütter waren Schwestern) François Alexandre Frédéric, duc de La Rochefoucauld-Liancourt als „François XII de La Rochefoucauld“.

## Sonstiges
- Louis Alexandre de la Rochefoucauld erhielt im Jahre 1767 von einem Bediensteten des Marquis d'Apcher einen Kadaver ausgehändigt, der die Bestie des Gévaudan darstellen sollte, mit der Bitte, diesen König Ludwig XV. und dem Hof in Versailles vorzuführen.[4]
- Sein Vater, der Jean-Baptiste Louis Frédéric de La Rochefoucauld de Roye, duc d'Anville führte die militärische Operation nach Arkadien durch, die nach seinem Namen benannt wurde (Expédition du duc d'Anville).
- Von 1767 bis 1784 war La Rochefoucauld Regimentsinhaber des Régiment de La Sarre.
- Seit 1781 war er Ehrenmitglied der Académie royale des sciences.[5]